# Lake Arrowhead (Maine)
Lake Arrowhead – jednostka osadnicza w Stanach Zjednoczonych, w stanie Maine, w hrabstwie York.